# جین سو یون
جین سو یون (کره‌ای: 진서연؛ زادهٔ ۱۸ ژانویه ۱۹۸۳) بازیگر اهل کره جنوبی است. او حرفهٔ بازیگری خود را در سال ۲۰۰۷ با بازی در فیلم وسوسه ایو - همسر خوب آغاز کرد و از آن زمان تاکنون در فیلم‌ها و مجموعه‌های تلویزیونی مختلفی حضور پیدا کرده‌است. او به خاطر ایفای نقش مکمل در مانی (۲۰۱۱)، عشق پرشور (۲۰۱۳)، به من بگو چه دیدی (۲۰۲۰) و زن بی‌نظیر (۲۰۲۱) شناخته می‌شود. او همچنین در فیلم معتقد (۲۰۱۸) نیز ایفای نقش کرده‌است که به خاطر آن برندهٔ دو جایزه بهترین بازیگر نقش مکمل زن شده‌است.

## فیلم‌شناسی

### فیلم
| سال  | عنوان                  | نقش      | توضیحات    | منابع  |
| ---- | ---------------------- | -------- | ---------- | ------ |
| ۲۰۰۷ | وسوسه ایو — همسر خوب   | این ئه   |            | [ ۶ ]  |
| ۲۰۰۸ | جزیره عاشقانه          | ساندرا   |            | [ ۷ ]  |
| ۲۰۱۲ | عشق ۹۱۱                | ها یون   |            | [ ۷ ]  |
| ۲۰۱۸ | معتقد                  | بو ریونگ |            | [ ۸ ]  |
| ۲۰۲۲ | یاکشا: عملیات بی‌رحمانه | ریون هی  |            | [ ۹ ]  |
| ۲۰۲۲ | مین                    |          | فیلم کوتاه | [ ۷ ]  |
| ۲۰۲۲ | لیمیت                  | یون جو   |            | [ ۱۰ ] |

### مجموعه تلویزیونی
| سال     | عنوان               | نقش          | توضیحات           | منابع  |
| ------- | ------------------- | ------------ | ----------------- | ------ |
| ۲۰۰۷    | بخش قلب             | هان سو جین   |                   | [ ۶ ]  |
| ۲۰۰۸    | داستان‌های روح کره‌ای | زن           | قسمت: برگشتن بانو | [ ۷ ]  |
| ۲۰۱۰    | جذابیت بیشتر در روز | ها یون       |                   | [ ۷ ]  |
| ۲۰۱۱    | مانی                | شین گی رو    |                   | [ ۷ ]  |
| ۲۰۱۲–۱۳ | عشق پرشور           | کانگ مون هی  |                   | [ ۷ ]  |
| ۲۰۱۳    | امپراتوری طلا       | جونگ یو جین  |                   | [ ۷ ]  |
| ۲۰۱۳    | آرزو کن             | چوی سو جین   | حضور ویژه         | [ ۷ ]  |
| ۲۰۱۵    | بدرخش یا دیوانه شو  | گوم سون      |                   | [ ۷ ]  |
| ۲۰۱۵    | عشق ایو             | جین هیون آه  |                   | [ ۷ ]  |
| ۲۰۲۰    | به من بگو چه دیدی   | هوانگ‌ها یونگ |                   | [ ۱۱ ] |
| ۲۰۲۱    | زن بی‌نظیر           | هان سونگ هه  |                   | [ ۱۲ ] |
| ۲۰۲۳    | نبرد شادی           |              |                   | [ ۱۳ ] |

### موزیک ویدئو
| سال  | نام آهنگ                 | آرتیست   | منابع  |
| ---- | ------------------------ | -------- | ------ |
| ۲۰۱۹ | «عشق سرمست» (Love Drunk) | اپیک های | [ ۱۴ ] |

### تئاتر
| سال  | عنوان | نقش   | توضیحات |
| ---- | ----- | ----- | ------- |
| ۲۰۰۸ | بستن  | سوبین | [ ۱۵ ]  |